# Partes temporais
Na metafísica contemporânea, as partes temporais são as partes de um objeto que existem no tempo. Uma parte temporal seria algo como "o primeiro ano de vida de uma pessoa", ou "toda a superfície de uma mesa entre as 10:00 da manhã de 21 de junho de 1994 e as 23:00 de 23 de julho de 1996". O termo é utilizado no debate sobre a persistência de objetos materiais. Objetos tipicamente têm partes que existem no espaço—um corpo humano, por exemplo, tem partes espaciais como mãos, pés e pernas. 
Inicialmente, argumentava-se que aqueles que acreditam em partes temporais também acreditam no perdurantismo, ou seja, que objetos persistentes são inteiros compostos inteiramente de partes temporais. Essa visão era contrastada com o endurantismo, a afirmação de que os objetos estão totalmente presentes em qualquer momento (portanto, não tendo diferentes partes temporais em momentos diferentes). Essa afirmação ainda é comum, mas filósofos como Ted Sider acreditam que até os endurantistas deveriam aceitar partes temporais.

## Definição
Nem todos estavam satisfeitos com a definição por analogia: alguns filósofos, como Peter van Inwagen, argumentaram que — mesmo considerando a definição por analogia — ainda não tinham uma ideia real do que uma parte temporal deveria ser (1981: 133), enquanto outros diziam que se as partes temporais existiam ou não era apenas uma disputa verbal (Eli Hirsch mantém essa visão).
Gallois examina algumas das tentativas de criar uma definição mais específica (Gallois 1998: 256). As primeiras tentativas incluíram identificar partes temporais com pares ordenados de tempos e objetos, mas parece relativamente problemático que as partes temporais existam dada a definição e os pares ordenados parecem inadequados para desempenhar o papel que os perdurantistas exigem, como ser partes de conjuntos duráveis — como um conjunto pode ser uma parte de um objeto material? Mais tarde, perdurantistas identificaram objetos persistentes com eventos, e como eventos ter partes temporais não era problemático (por exemplo, a primeira e segunda metades de uma partida de futebol), imaginava-se que objetos persistentes também poderiam ter partes temporais. Havia uma relutância de muitos em identificar objetos com eventos, e essa definição há muito caiu em desuso.
Das definições mais próximas às comumente utilizadas na literatura, a mais antiga foi a de Thomson:

x é uma parte temporal transversal de y =df (∃T)[y e x existem através de T & nenhuma parte de x existe fora de T & (∀t)(t está em T ⊃ (∀P)(y ocupa exatamente P no t ⊃ x ocupa exatamente P no t))] (Thomson 1983: 207).

Posteriormente, Sider tentou combater os receios dos endurantistas que não conseguiam entender o que é uma parte temporal, definindo-a em termos de "parte em um momento" ou "parte em um momento", uma relação que o endurantista deveria aceitar, ao contrário da parte simpliciter — que um endurantista pode dizer não fazer sentido, dado que todas as partes são tidas em um momento. (No entanto, McDaniel argumenta que até endurantistas deveriam aceitar essa noção [McDaniel (2004) 146-7]). Sider deu a seguinte definição, amplamente utilizada:

x é uma parte temporal instantânea de y no instante t =df (i) x é uma parte de y; (ii) x existe, mas somente, no t; e (iii) x sobrepõe toda parte de y que existe no t. (Sider 2001: 60).

Sider também deu uma definição alternativa que é compatível com o presentismo, usando os operadores tensos "SERÁ" e "FOI":

x é uma parte temporal instantânea de y =df (i) x é uma parte de y; (ii) x sobrepõe toda parte de y; (iii) não é o caso que SERÁ (x exista); (iv) não é o caso que FOI (x exista). (Sider 2001: 71).

Embora a definição de Sider seja a mais comumente usada, Zimmerman — preocupado com a demanda por instantes (que podem não existir em um espaço-tempo gunky, que é tal que cada região tem uma sub-região) — dá o seguinte:

x é uma parte temporal de y ao longo de T =df (i) x existe durante e somente durante T; (ii) para cada subintervalo T* de T, existe um z tal que (a) z é uma parte de x e (b) para todo u, u tem uma parte em comum com z durante T* se e somente se u tem uma parte em comum com y durante T*; e (iii) y existe em tempos fora de T. (Zimmerman 1996: 122)

## O argumento das intrínsecas temporárias
Às vezes, partes temporais são usadas para explicar a mudança. O problema da mudança é simplesmente que se um objeto x e um objeto y têm propriedades diferentes, então pela Lei de Leibniz, deve-se concluir que eles são diferentes. Por exemplo, se uma pessoa muda de ter cabelos longos para cabelos curtos, então o teórico das partes temporais pode dizer que a mudança é a diferença entre as partes temporais de um objeto temporalmente estendido (a pessoa). Assim, a pessoa muda ao ter uma parte temporal com cabelo longo e uma parte temporal com cabelo curto; as partes temporais são diferentes, o que é consistente com a Lei de Leibniz.
No entanto, aqueles que rejeitam a noção de que objetos comuns, como pessoas, têm partes temporais geralmente adotam uma visão mais comum. Eles dizem que um objeto tem propriedades em momentos. Nessa visão, a pessoa muda ao ter cabelos longos no t, para cabelos curtos no t'. Para eles, não há contradição em pensar que um objeto é capaz de ter diferentes propriedades em momentos diferentes.
Um argumento amplamente aceito a favor do conceito de partes temporais surge desses pontos (Sider, 2001): o argumento de David Lewis a partir das intrínsecas temporárias, o qual ele primeiro apresentou em On the Plurality of Worlds. O esboço do argumento é o seguinte:
P1: Existem propriedades intrínsecas, ou seja, propriedades que um objeto possui independentemente de qualquer coisa no mundo.
P2: Se toda propriedade possuída por um objeto é possuída em momentos, então não existem propriedades intrínsecas.
C1: Portanto, nem toda propriedade possuída por um objeto é possuída em dois momentos. Objetos têm algumas de suas propriedades intrinsecamente, ou seja, simpliciter.
P3: Mas apenas partes temporais podem ter suas propriedades simpliciter.
C2: Portanto, existem partes temporais. (Para que isso siga, é necessário que existam objetos).
A premissa P1 é uma premissa intuitiva; geralmente distinguimos entre propriedades e relações. Uma propriedade intrínseca é apenas uma propriedade que algo possui independentemente de qualquer outra coisa; uma propriedade extrínseca é possuída apenas em relação a algo. Um exemplo de propriedade extrínseca é "paternidade": algo é pai apenas se esse algo for do sexo masculino e tiver um filho. Um exemplo de uma suposta propriedade intrínseca é "forma".
De acordo com Lewis (Sider, 2001), se sabemos o que são "formas", sabemos que são propriedades, não relações. No entanto, se as propriedades são possuídas em momentos, como os endurantistas dizem, então nenhuma propriedade é intrínseca. Mesmo que uma bola seja redonda ao longo de toda a sua existência, o endurantista deve dizer "para todos os momentos em que a bola existe, a bola é redonda, ou seja, ela é redonda nesses momentos; ela tem a propriedade 'ser redonda em um momento'." Portanto, se todas as propriedades são possuídas em momentos, então não existem propriedades intrínsecas (premissa P2).
No entanto, se pensarmos que Lewis está certo e algumas propriedades são intrínsecas, então algumas propriedades não são possuídas em momentos — elas são possuídas simpliciter (premissa C1).
Pode-se dizer que a premissa P3 é mais controversa. Por exemplo, suponha que um mundo atemporal seja possível. Se isso fosse verdade, então nesse mundo, mesmo que houvesse propriedades intrínsecas, elas não seriam possuídas por partes temporais — pois, por definição, um mundo atemporal não tem dimensão temporal e, portanto, em tal mundo não pode haver partes temporais. No entanto, nosso mundo não é atemporal, e a possibilidade de mundos atemporais é questionável, então parece razoável pensar que em mundos com uma dimensão temporal, apenas partes temporais podem ter propriedades simpliciter.
Isso ocorre porque as partes temporais existem apenas em um instante, e portanto não faz sentido falar delas como tendo propriedades em um momento. As partes temporais têm propriedades e têm uma localização temporal. Então, se a pessoa A muda de ter cabelos longos para ter cabelos curtos, isso pode ser parafraseado dizendo que há uma parte temporal de A que tem cabelos longos simpliciter e outra que tem cabelos curtos simpliciter, e esta última está após a primeira na sequência temporal; isso apoia a premissa P3.
A premissa C2 segue, desde que não se esteja considerando mundos vazios — se é que tais mundos são possíveis. Um mundo vazio não possui objetos que mudam ao ter uma parte temporal com uma certa propriedade e outra parte temporal com outra propriedade específica.
A premissa P1, a premissa-chave do argumento, pode ser negada de forma coerente mesmo se a visão resultante — o abandono de propriedades intrínsecas — for contraintuitiva. No entanto, existem maneiras de apoiar o argumento se alguém aceitar o relacionalismo sobre o espaço-tempo.